# Orchis fauriei
Galearis fauriei là một loài lan đặc hữu của Nhật Bản (southern Honshu).

## Hình ảnh

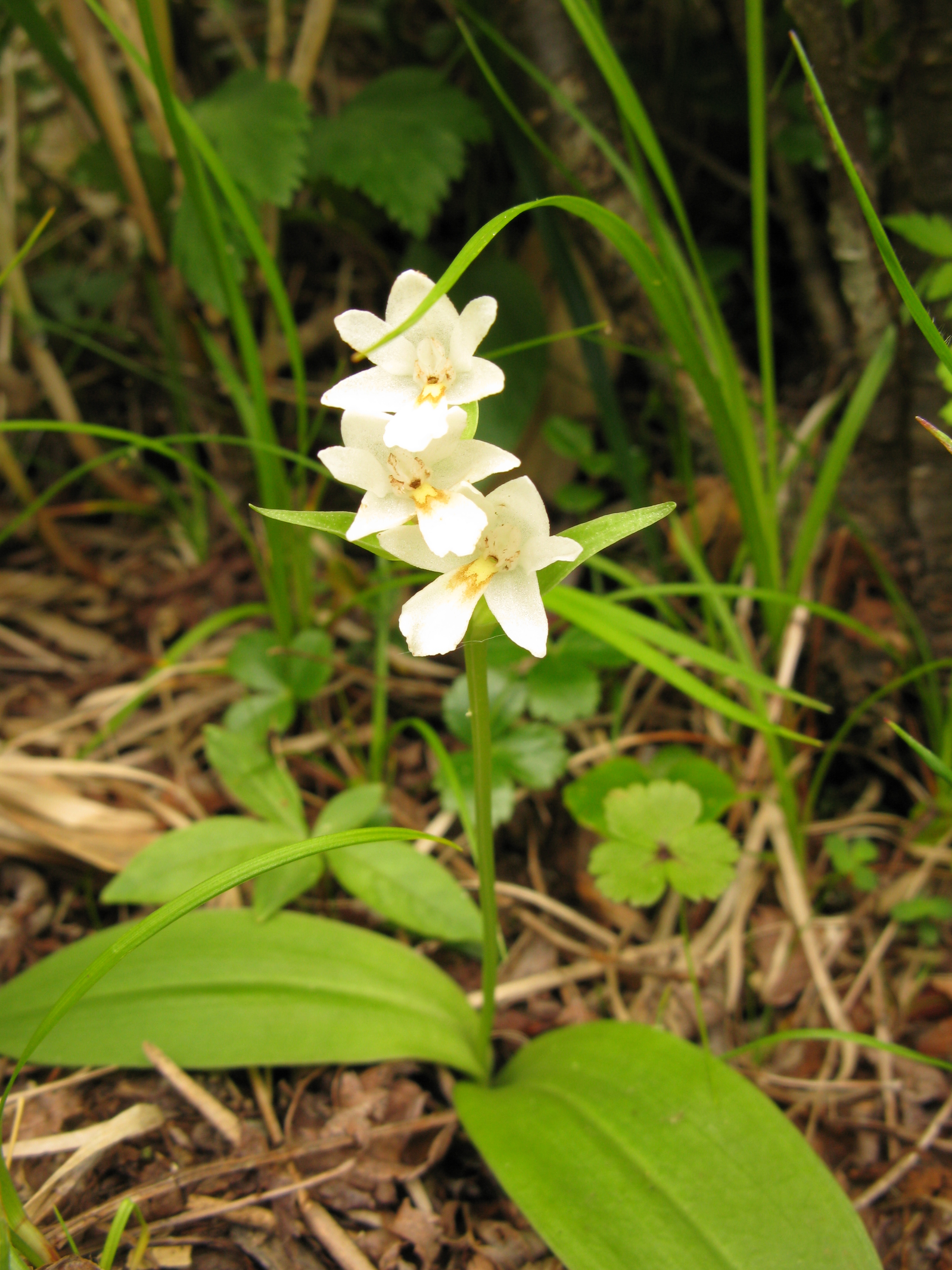
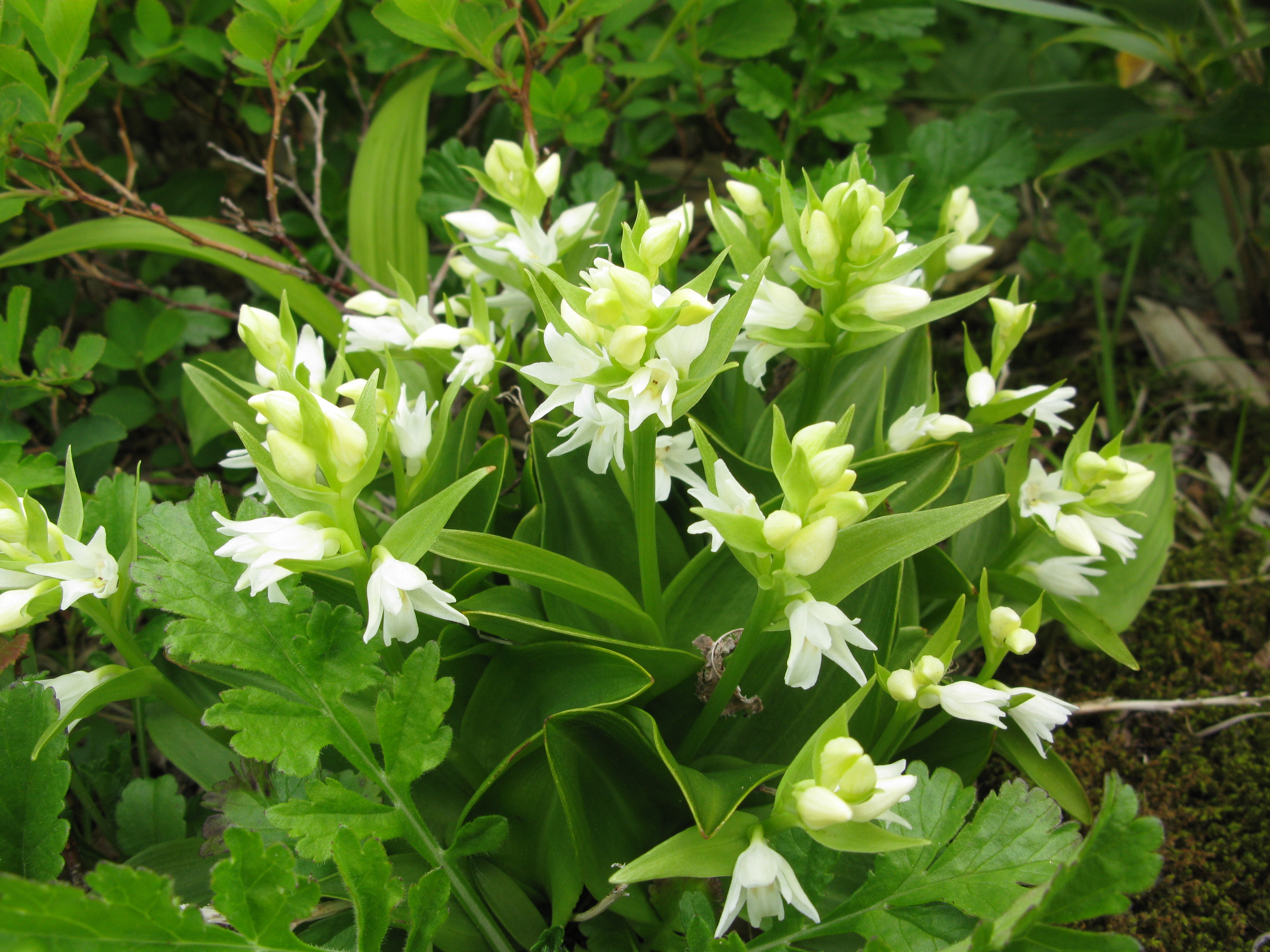